# Bethlen Ferenc (főispán 1601–1653)
Bethlen Ferenc (bethleni) (1601–1653. június 15.) I. Rákóczi György és II. Rákóczi György főudvarmestere és tanácsosa.

## Élete
Bethlen Miklós tanácsos és gelencei Mihálcz Kata fia. 1637–1648 között a fejedelmi tábla ülnöke, 1639-től Fehér megyének főispánja, egyszersmind a fejedelmi ítélőtábla assessora, 1648-tól tanácsúr. II. Rákóczi György követeként több alkalommal járt Lengyelországban és egyszer III. Ferdinándnál is. A törvény-tudományban járatos volt és az unitárius vallást követte. II. Rákóczi György főudvarmestereként 1653. június 15-én halt meg a földvári táborban, a moldvai Vasile Lupu fejedelem elleni háború idején.
Felesége Kemény Kata, Kemény János erdélyi fejedelem húga volt, gyermekeik Farkas, Gergely, Elek, Krisztina és Éva.

## Munkái
Sűrű levelezést folytatott a lengyelországi unitáriusokkal, három levele Ruarius Mártonhoz intézve, (úgymint Piazezenno, 1645. november 15., Varsó. 1648 augusztus 7. és Bethlen, 1649. április 7. kelettel) megjelentek a Ruarii (Mart.) Epist. Cent. II. Amstelodami, 1681.
A Approbatae Constitutiones, melyet az 1653. január 15. gyulafehérvári országgyűlés elé terjesztettek, többnyire az ő műve.

## További információ
- Lukinich Imre: Keresdi báró Bethlen Ferenc 1601-1653. Budapest: Athenaeum. 1908.   (Különnyomat a Századok-ból.)